# Gorden Kaye
Gordon Fitzgerald Kaye – kunstnernavnet "Gorden" skyldes en skrivefejl - (født 7. april 1941, død 23. januar 2017) var en engelsk skuespiller, bedst kendt for sin rolle som René Artois i komedieserien 'Allo 'Allo!, hvis handling udspiller sig under anden verdenskrig. Kaye spillede med i alle seriens 84 episoder fra 1982 til 1992, og sagde selv: "Vi klarede ti år, Hitler kun seks!"  Endvidere optrådte han som René i over 1.200 teaterforestillinger. 

## Baggrund
Kaye var enebarn. "De kastede ét blik på mig og sagde 'ikke flere'," sagde han humoristisk om sine forældre. Hans far kørte lastbil og tog sønnen med på køreture til Hull og Liverpool. Familien boede i Brook Street i bydelen Moldgreen i Huddersfield. Kaye spillede rugby og blev aktiv i den lokale sygehusradio, og i 1965 interviewede han popgruppen the Beatles mellem to koncerter.

## Skuespillerkarriere
Kaye fik en rolle i et hørespil instrueret af Alan Ayckbourn, som foreslog, at Kaye skulle kontakte Bolton Octagon Theatre for en fremtid ved scenen. Kaye blev antaget, og opdaget af en skuespillerinde fra fjernssynsserien Coronation Street. Hun skaffede ham en otte måneders kontrakt i rollen som sin nevø Bernard Butler i 1969 og 1970 – lige, da serien gik fra sort-hvid til farver. Kayes gennembrud var imidlertid i 1982 med første episode af 'Allo 'Allo!
Tabloide afsløringer af Kayes privatliv som homoseksuel fik ham til at udgive selvbiografien René and me i 1989. Her beskriver han sig selv som "en genert, homoseksuel og overvægtig dreng", som fik selvtillid ved at udfolde sig på scenen. I selvbiografien tilskrev han den underlige stavemåde af sit fornavn - "Gorden" - til en fejlskrivning på sygehuset, hvor han blev født, og kaldte det "evidence of a misspelt youth". Imidlertid har han også forklaret, at fejlen opstod ved en fejlskrivning hos Equity (den engelske fagforening for skuespillere).
Han mødte dronningemoderen, som var begejstret for 'Allo 'Allo!. Prinsesse Diana mødte han tre gange. Det gjorde også stort indtryk på ham, da enken efter en modstandsmand sendte ham mandens udmærkelse i et brev.

## Ulykken og den påfølgende retssag
25. januar 1990 blev Kaye meget alvorligt skadet, da han var ude og køre bil i den voldsomme storm, der i England huskes som "Burn’s Day storm". En planke fra et billboard kom flyvende ind gennem forruden. Planken ramte Kaye i hovedet. En forbipasserende sygeplejerske reddede Kayes liv ved at sørge for, at ingen trak planken ud. Politiet fik ham hurtigt kørt til sygehus, hvor kirurger fjernede den. Kaye lå i koma i to uger og havde selv ingen erindring om ulykken, der påførte ham et meget synligt ar tværs over panden. Han kom sig nok til at genoptage rollen som René i teateropsætningen i Blackpool senere samme år. Mens han endnu var indlagt, blev han imidlertid fotograferet af to journalister fra Sunday Sport, der havde klædt sig ud som sygehusansatte for at skaffe sig adgang til Kayes sygeseng. Hændelsen blev startskuddet til en større debat, samt en retssag om brud på privatlivets fred.
Kaye gik til sag mod Sunday Sport, men retten fastslog, at engelsk lov ikke indeholder noget forbud mod den type overtrædelser.

## De sidste år
Sin sidste tid tilbragte Kaye på et plejehjem i Knaresborough, North Yorkshire. Hårdt ramt af demens genkendte han hverken besøgende eller sig selv. Han blev gravlagt i sin hjemby Huddersfield. Mange af hans medspillere fra 'Allo 'Allo! var mødt frem ved begravelsen. Præsten sagde i sin tale, at det eneste fag, Kaye udmærkede sig i i sin skoletid, ironisk nok var – fransk.